# ワールド・バリスタ・チャンピオンシップ

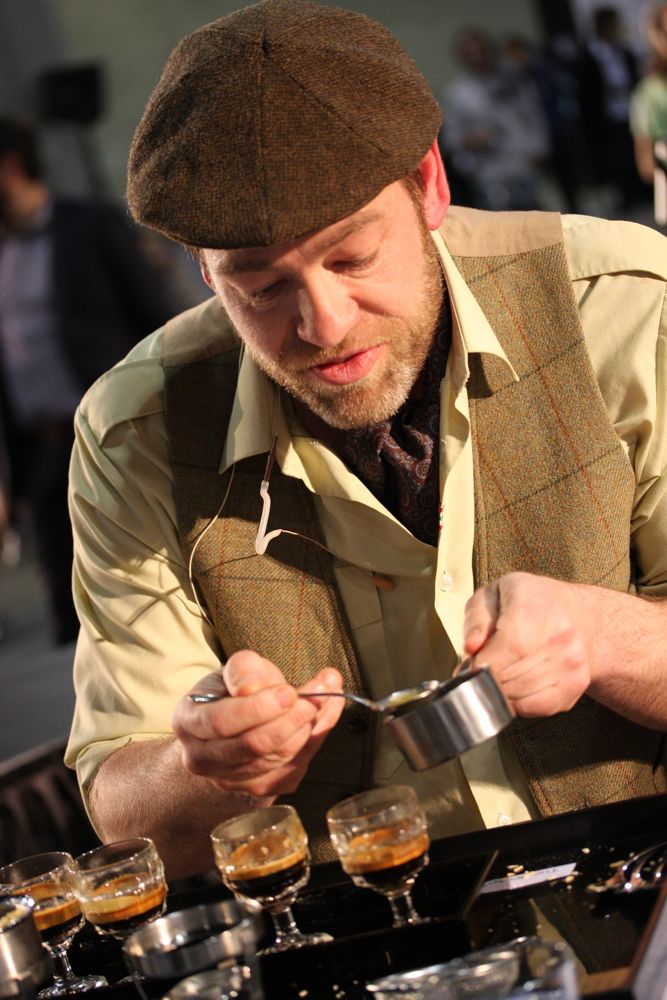
2009年のワールド・バリスタ・チャンピオンシップにおける、バリスタ Gwilym Davies。

ワールド・バリスタ・チャンピオンシップ (英語: World Barista Championship, WBC) は、現在、世界最高峰のバリスタの競技大会で、各国のバリスタ・チャンピオンシップの優勝者たち（これに、指名された競技者が加わることもある）によって、世界タイトルが競われる。競技者たちは15分間のうちに、コーヒー12杯を用意し、給仕するが、その内訳はエスプレッソ、カプチーノ、そして自身のアレンジを加えたシグネチャー・ドリンク（ただしアルコールに使用は認められていない）がそれぞれ4杯であり、これが4人の審判たちに供される。審査は2回行なわれ、1回目は予選ラウンドで、その成績上位6名が2回目の決勝ラウンドを競う。2007年に東京で開催されたWBCは、欧米以外の地域で開催された大会であり、アジアで拡大傾向にあったコーヒー消費の動向を象徴したものであった。
バリスタ競技の形式は、ノルウェーで創り出されたものであり、初期のWBCにおいては、スカンディナヴィア諸国のバリスタたちが優勢であった。この大会は、アメリカ・スペシャルティ・コーヒー協会 (SCAA) と、ヨーロッパ・スペシャルティ・コーヒー協会 (Speciality Coffee Association of Europe, SCAE) が、共同で権利を所有し、組織している。

## 開催地と優勝者
| 年   | 開催地                    | 優勝者                                      |
| ---- | ------------------------- | ------------------------------------------- |
| 2000 | モナコ モンテカルロ       | ロバート・トーレセン（ ノルウェー）         |
| 2001 | アメリカ合衆国 マイアミ   | Martin Hildebrandt（ デンマーク）           |
| 2002 | ノルウェー オスロ         | フリッツ・ストーム（ デンマーク）           |
| 2003 | アメリカ合衆国 ボストン   | Paul Bassett（ オーストラリア）             |
| 2004 | イタリア トリエステ       | Tim Wendelboe（ ノルウェー）                |
| 2005 | アメリカ合衆国 シアトル   | Trouls Overdahl Poulsen（ デンマーク）      |
| 2006 | スイス ベルン             | Klaus Thomsen（ デンマーク）                |
| 2007 | 日本 東京                 | James Hoffmann（ イギリス）                 |
| 2008 | デンマーク コペンハーゲン | Stephen Morrissey（ アイルランド）          |
| 2009 | アメリカ合衆国 アトランタ | グウィリム・デイヴィース（ イギリス）       |
| 2010 | イングランド ロンドン     | マイケル・フィリップス（ アメリカ合衆国）   |
| 2011 | コロンビア ボゴタ         | Alejandro Mendez（ エルサルバドル）         |
| 2012 | オーストリア ウィーン     | Raúl Rodas（ グアテマラ）                   |
| 2013 | オーストラリア メルボルン | Pete Licata（ アメリカ合衆国）              |
| 2014 | イタリア リミニ           | 井崎英典（ 日本）                           |
| 2015 | アメリカ合衆国 シアトル   | Sasa Sestic（ オーストラリア）              |
| 2016 | アイルランド ダブリン     | 吳則霖（ 台湾）                             |
| 2017 | 韓国 ソウル               | デール・ハリス（ イギリス）                 |
| 2018 | オランダ アムステルダム   | アグニエシュカ・ロジュースカ（ ポーランド） |
| 2019 | アメリカ合衆国 ボストン   | Jooyeon Jeon（ 韓国）                       |